# Michał Gryziński
Michał Gryziński (29. září 1930 Varšava – 1. června 2004) byl polský jaderný fyzik, specialista na fyziku plazmatu, který formuloval atomový model volného pádu, což je alternativní teoretický model ke stávajícím modelům atomu.

## Historie
Michał Gryziński pracoval ve skupině horkého plazmatu polské akademie věd na problematice přístupu k jaderné fúzi, což se později vyvinulu do specializace později známé jako zaměření hustého plazmatu. Jeho experimentální a teoretické úvahy ho v roce 1957 vedly k článku ve Physical Review "Stopping Power of a Medium for Heavy, Charged Particles", kde zdůrazňuje význam orbitálního pohybu elektronů média pro zastavení pomalých nabitých částic. Tato práce získala velkou publicitu a vedla ho k sérii článků o problému rozptylu s klasickou aproximací dynamiky elektronů. Jeho článek z roku 1965 má více než 2000 citací.
Klasické aproximace dynamiky elektronů v atomech jej vedla k vytvoření atomového modelu volného pádu, který měl za cíl zlepšit shodu dat s rozptylovými experimenty ve srovnání s populární Bohrovou aproximací jako kruhové dráhy pro elektrony. Tato dominantní radiální dynamika elektronů vytváří pulzující elektrický multipól (dipól, kvadrupól), což mu umožnilo navrhnout vysvětlení pro Ramsauerův jev (1970) a zlepšit souhlas dat s experimenty pro modelování nízkoenergetických rozptylů (1975). Jeho pozdější články se snaží rozšířit tyto klasické aproximace multielektronových atomů a molekul.

## Atomový model volného pádu
V Bohrově modelu jsou elektrony představovány kruhovými oběžnými dráhami, což vede k mnoha neshodám s experimentálními výsledky. Například v pozorované elektronovém záchytu dochází k tomu, že jádro zachytí elektron z orbitalu, což potřebuje tento elektron dostat do vzdálenosti dosahu jaderných sil (femtometry), což je o mnoho řádů méně než v Bohrově modelu. Další zásadní nesouhlas pro obíhající elektron je vytvoření magnetického pole, které nebylo pozorovány u vodíku. V kontrastu k tomu, moment hybnosti elektronu v kvantovém základním stavu vodíku je nulový.
Gryzinski představil mnoho dalších argumentů, a to zejména pro shody s různými scénáři rozptylů, zaměřil se na téměř nulový moment hybnosti trajektorií: s elektrony cestujícími přes téměř radiální trajektorie. Tyto volně padají do jádra, pak zvyšují vzdálenost až k nějakému bodu zlom, a tak dále.
Atomový model volného pádu se zaměřuje na oběžné dráhy podobné Keplerově modelu pro velmi nízké hybnosti. Nejde o přesné elipsy vzhledem k přidání magnetického dipólového momentu elektronu (elektronový magnetický moment) do úvahy, což má za následek Lorentzovu sílu úměrnou {\displaystyle v/r^{3}} a kolmou na rychlost a spin elektronu. Tato spinorbitální interakce je téměř zanedbatelná pokud elektron prochází velmi blízko jádra (malé {\displaystyle r\approx 10^{-13}m}, velké {\displaystyle v}). Tato síla ohýbá trajektorii elektronu a zabraňuje srážce s jádrem.
Pro jednoduchost, většina z těchto úvah zanedbává malé změny orientace rotace osy elektronu, za předpokladu, že jsou pevně orientované v prostoru.
Magnetický moment jádra je tisíckrát menší než moment elektronu, takže tyto velmi jemné opravy mohou být opomíjeny v základních modelech.
Konečně základní Lagrangián pro dynamiku elektronu v těchto modelech je:
{\displaystyle \mathbf {L} ={\frac {1}{2}}m\mathbf {v} ^{2}+{\frac {Ze^{2}}{r}}+{\frac {Ze}{c}}\left[\mathbf {v} \cdot \left({\frac {\mu \times \mathbf {r} }{r^{3}}}\right)\right]}
Poslední člen popisuje interakci mezi magnetickým polem cestujícího elektronového magnetického momentu a elektrickým polem jádra (spinorbitální interakce).

## Primární zdroje
- M. Gryzinski. Stopping Power of a Medium for Heavy, Charged Particles. Physical Review. 1957, s. 1471–1475. doi:10.1103/PhysRev.107.1471. Bibcode 1957PhRv..107.1471G.
- M. Gryzinski. Classical Theory of Atomic Collisions. I. Theory of Inelastic Collisions. Physical Review A. 1965, s. 336–358. doi:10.1103/PhysRev.138.A336. Bibcode 1965PhRv..138..336G.
- M. Gryzinski. Radially Oscillating Electron-the Basis of the Classical Model of the Atom. Physical Review Letters. 1965, s. 1059–1059. doi:10.1103/PhysRevLett.14.1059. Bibcode 1965PhRvL..14.1059G.
- M. Gryzinski. Ramsauer Effect as a Result of the Dynamic Structure of the Atomic Shell. Physical Review Letters. 1970, s. 45–47. doi:10.1103/PhysRevLett.24.45. Bibcode 1970PhRvL..24...45G.
- M. Gryzinski; J. KUNC; M. ZGORZELSKI. Ionization of atomic hydrogen by electron impact. Numerical calculations for the "free-fall" atomic model. Physics Letters A. 1972, s. 35–36. doi:10.1016/0375-9601(72)90964-4. Bibcode 1972PhLA...38...35G.
- M. Gryzinski; J. KUNC; M. ZGORZELSKI. Three-body analysis of electron-hydrogen atom collisions. Journal of Physics B. 1973, s. 2292–2302. doi:10.1088/0022-3700/6/11/022.
- M. Gryzinski. Classical theory of atomic collisions. II. Low energy scattering. Journal of Chemical Physics. 1975, s. 2620–2628. doi:10.1063/1.430846.
- M. Gryzinski. Spin-dynamical theory of the wave-corpuscular duality. International Journal of Theoretical Physics. 1987, s. 967–980. doi:10.1007/BF00670821. Bibcode 1987IJTP...26..967G.
- M. Gryzinski. Diamagnetism of matter and structure of the atom. Journal of Magnetism and Magnetic Materials. 1987, s. 53–62. doi:10.1016/0304-8853(87)90333-7.
- M. Gryzinski. Cold fusion: what's going on?. Nature. 27 April 1989, s. 712. doi:10.1038/338712a0. Bibcode 1989Natur.338..712G.
- M. Gryzinski. Dynamical model of the molecular bond. Chemical Physics Letters. 1994, s. 481–485. doi:10.1016/0009-2614(93)E1417-F.
- M. Gryzinski, J. A. Kunc. Double ionization of atoms by electrons. Journal of Physics B. 1999, s. 5789–5804. doi:10.1088/0953-4075/32/24/314.